# Chobołd
Chobołd, chobold, chobard, chochołd, kobold (z niem. Kobold – gnom, skrzat, od kobold, kobewald – opiekun domu, od kobe – chata, od walten – zajmować się; od łac. cobalus – pachołek), pokrewny kłobukowi – demon warmińsko-mazurski, opiekun domostwa i ogniska domowego, zapożyczony z mitów niemieckich. 
Ukazywał się jako ptak, najczęściej jako sowa lub kura; albo jako karzełek w czerwonej szacie. Chobołd najchętniej spędzał czas w pobliżu siedzib ludzkich. Szukał towarzystwa człowieka i pragnął mieć w nim opiekuna. Ukazując się pod postacią kury, przygarnięty do domostwa potrafił obdarowywać gospodarza majątkiem, wymagając wygód i dobrego obejścia się z nim na czas kiedy służył, a zaniedbany odbierał cały dobytek, obdarowując kogoś innego, lepiej o niego dbającego. Jedynie znak krzyża powstrzymywał go od kradzieży. Chobołd z natury był mściwy, nieuczciwy, uwielbiał ciszę i spokój, zatem wyznaczało mu się miejsce na poddaszu domu, skrywając jego istnienie przed innymi. Modlitwa i kształt krzyża uniemożliwiały mu szkodzenie człowiekowi. Preferowaną jego potrawą były kluski. We dnie będąc pielęgnowany, nie opuszczał swojej siedziby, wtenczas ściskał się do prawie niewidzialnych rozmiarów. W nocy rozwijał swoją siłę i działalność. Związek z chobołdem prowadził do utraty spokoju duszy i zbawienia, a sprzeczka i wojna do utraty doczesnego dobra.